# Manasztiri kongresszus
A manasztiri kongresszus (albán Kongresi i Manastirit) 1908. november 14. és 22. között az oszmán fennhatóság alatt álló Manasztir (ma Bitola, Észak-Macedónia) városában megrendezett összalbán közművelődési tanácskozás volt, amelynek résztvevői az egységes albán ábécé bevezetéséről döntöttek. A résztvevők a korábbi javaslatok, Sami Frashëri sztambuli ábécéje (1879), a Bashkimi- (1899) és az Agimi-ábécék (1901) figyelembevételével megalkották az albán nyelv modern, ma is használatban lévő ábécéjét.

## Közművelődési háttere
Az albán nemzeti eszmélés, a 19. század második felében kibontakozó Rilindja korszakában az egy nyelvet beszélő albánok felekezeti törésvonalaik mentén arab, görög vagy latin betűkkel írtak. Az egységes albán ábécé kialakításának programja a nemzeti identitás, a nemzeti műveltség megteremtésének egyik legfontosabb feltétele fogalmazódott meg. 1879-ben Sami Frashëri vezetésével Konstantinápolyban kidolgozták a sztambuli ábécét, amelynek harminchat betűjének legtöbbje a latin ábécén alapult, de tíz egyedi írásképű betűt is bevezettek. A 19. század utolsó évtizedeiben a sztambuli ábécé használata elterjedt, de elsősorban a konstantinápolyi, bukaresti és szófiai albán emigráció használta. Az anyaországi albánok első kísérletét jelzi a shkodrai Bashkimi egyesület 1899-es megalapítása. Tagjai – Preng Doçi, Gjergj Fishta, Ndoc Nikaj és mások – kidolgoztak egy új latin betűs ábécét azon az elven, hogy minden hangot egy-egy diakritikusok nélküli betű vagy kettős betű jelöljön (pl. ll, nj, xh). Néhány évvel később, 1901-ben a szintén shkodrai, Ndre Mjeda vezette Agimi egyesület is publikálta saját ábécétervezetét, amelynek fő jellemzője éppen a diakritikus jelek alkalmazása volt (pl. š, ž). Az 1900-as évek második felére a nemzeti műveltség és oktatásügy szempontjából is tarthatatlanná vált, hogy az albánok immár öt különféle írásrendszert használtak.

## A kongresszus

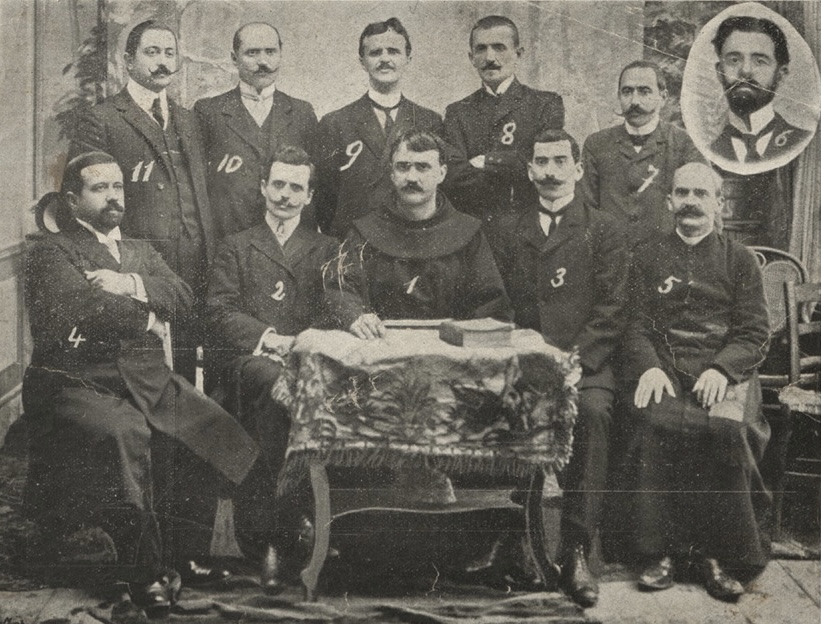
A manasztiri kongresszus különbizottsága. Ülő sor balról jobbra: Qiriazi, Frashëri, Fishta, Gurakuqi, Mjeda; álló sor: Vrioni, Topulli, Peci, Kolonja, Buda; különkép: Cilka

Az alkotmányos kormányzásért küzdő ifjútörök forradalom 1908. júliusi sikere az albánok számára azt az ígéretet hozta magával, hogy megnyílik az út önrendelkezési törekvéseik előtt. Hogy az egységes albán ábécé bevezetéséről végre döntés szülessék, a manasztiri Bashkimi klub felhívására 1908. november 14. és 22. között került sor az albán művelődéstörténetbe manasztiri kongresszus néven bevonult közművelődési konferenciára. Manasztirban huszonhat hazafias társaság képviseletében mintegy százötven küldött jelent meg a négy albán lakta vilajet és a diaszpórák képviseletében egyaránt. Valamennyi felekezet (muszlim, ortodox és római katolikus) és több társadalmi csoport (földesurak, egyháziak és értelmiségiek) képviseltette magát, de jelen voltak az albán lakta területek nemzetiségei, az arománok, szlávok és görögök küldöttei is. A megjelentek a konferencia elnökének Midhat Frashërit, alelnökének Luigj Gurakuqit választották meg, és végül ötvenkét résztvevőnek biztosítottak szavazati jogot. A konferencián a kor jeles albán művelődésszervezői közül részt vett Shahin Kolonja, Ndre Mjeda, Gjergj és Parashqevi Qiriazi, Gjergj Fishta, Sotir Peci, Grigor Cilka és Hilë Mosi. A konferencia nagy érdeklődést keltett a külföldi diplomaták és tudósítók körében is, akik már a szervezés szakaszában nem annyira a közművelődési eseményt látták a kongresszusban, mint az albánok függetlenség iránti vágyának politikai kinyilatkoztatását.
A konferencia negyedik napján a szavazásra jogosultak közül tizenegy küldött részvételével és Gjergj Fishta vezetésével különbizottságot alakítottak, amelynek az volt a feladata, hogy a három írásrendszer, a Frashëri-féle sztambuli, a Doçi-féle Bashkimi- és a Mjeda-féle Agimi-ábécé közül kiválassza az albán nyelv leírására legmegfelelőbb ábécét, vagy épp ezek alapján kidolgozzon egy új ábécét. Háromnapi tanácskozást követően a Fishta-bizottság úgy határozott, hogy helyesírási és nyomdai szempontból a Bashkimi-ábécé elvi alapállása (csak latin betűk, diakritikus jelek kerülése) a legalkalmasabb az albán nyelv leírására, és módosított változatát javasolják bevezetésre. Ugyanakkor a már széles körben elterjedt sztambuli ábécé használatát is engedélyezték. Ezt az eredeti céloktól eltérő, megengedő döntést Fishta azzal indokolta, hogy a németek is jól elboldogulnak modern ábécéjük és a gót betűk egyidejű használatával. Noha néhány forrás a manasztiri kongresszus döntését az Agimi-ábécé kudarcának tekinti, két mellékjeles betűje, a ç és az ë bekerült az elfogadott ábécébe, felváltva a Bashkimi-ábécé ch és e betűit.
1908 novemberében ezzel Manasztirban megszületett a napjainkban is használatban lévő, egységes albán ábécé, a kongresszus az albán történetírásban a nemzeti egység és önmeghatározás egyik legfontosabb jelképe lett. Ezt a motívumot erősíti az esemény ökumenikus jellege, a manasztiri válinak a megjelentekhez intézett köszöntőbeszéde, ahogy az is, hogy a határozott muszlim többségű albánság egy római katolikus ferences atyára, Gjergj Fishtára bízta nemzeti ábécéjük ügyét.

## Utóélete
Sem az ifjútörök kormány, sem az őket támogató albán muszlimok nem fogadták el a manasztiri kongresszus döntését. A konstantinápolyi kormány az új albán ábécét használó hazafias társaságokat és nyomdákat bezáratták, a lapszerkesztőket és iskolamestereket zaklatták. A muszlim albánok egy része támogatta a kormányzati törekvéseket, és tiltakozó akciókat szerveztek, az ellentiltakozások hatására azonban a kedélyek ideiglenesen lecsillapodtak. 1910. február 6-án azonban az ifjútörökök Manasztirban ellenkongresszust tartottak, és az arab írásos albán ábécé bevezetéséről döntöttek. Eközben a konstantinápolyi Mahfeli társaság ezalatt elárasztotta az albánok lakta területeket arab írással nyomtatott albán nyelvű brosúrákkal. Heves tüntetésekre került sor Albánia-szerte, Korçában, Gjirokastrában, Elbasanban vegyes felekezetű többezres tömegek mentek az utcákra, hogy a manasztiri latin betűs ábécé mellett tüntessenek, Beratban pedig a Mahfeli-röpiratok nyilvános elégetésére is sor került.
1910. március 21–23-án egy második manasztiri kongresszusra került sor, amelyen a két évvel korábbinál jóval kevesebben, harmincöt egyesület képviseletében húsz küldött vett részt. Szimbolikus aktusként ismét megerősítették az 1908-as döntést a latin betűs albán ábécé bevezetéséről, egyúttal kinyilvánították, hogy ez pusztán nyelvi, és nem felekezeti kérdés. Jóllehet, e nyilatkozat ellenére ekkorra már valójában politikai üggyé vált az ábécé kérdése, hiszen az ifjútörök kormány nyomásgyakorlásával való nyílt szembeszállást az albán nemzeti identitás szolgálatába lehetett állítani. Albánia függetlenségének 1912. november 28-ai kikiáltásával lekerült a napirendről az albán ábécé kérdése, az albán nemzetgyűlés pedig 1924-ben törvényerőre is emelte az 1908-as manasztiri kongresszus döntését.